# Kantonsbibliothek Graubünden

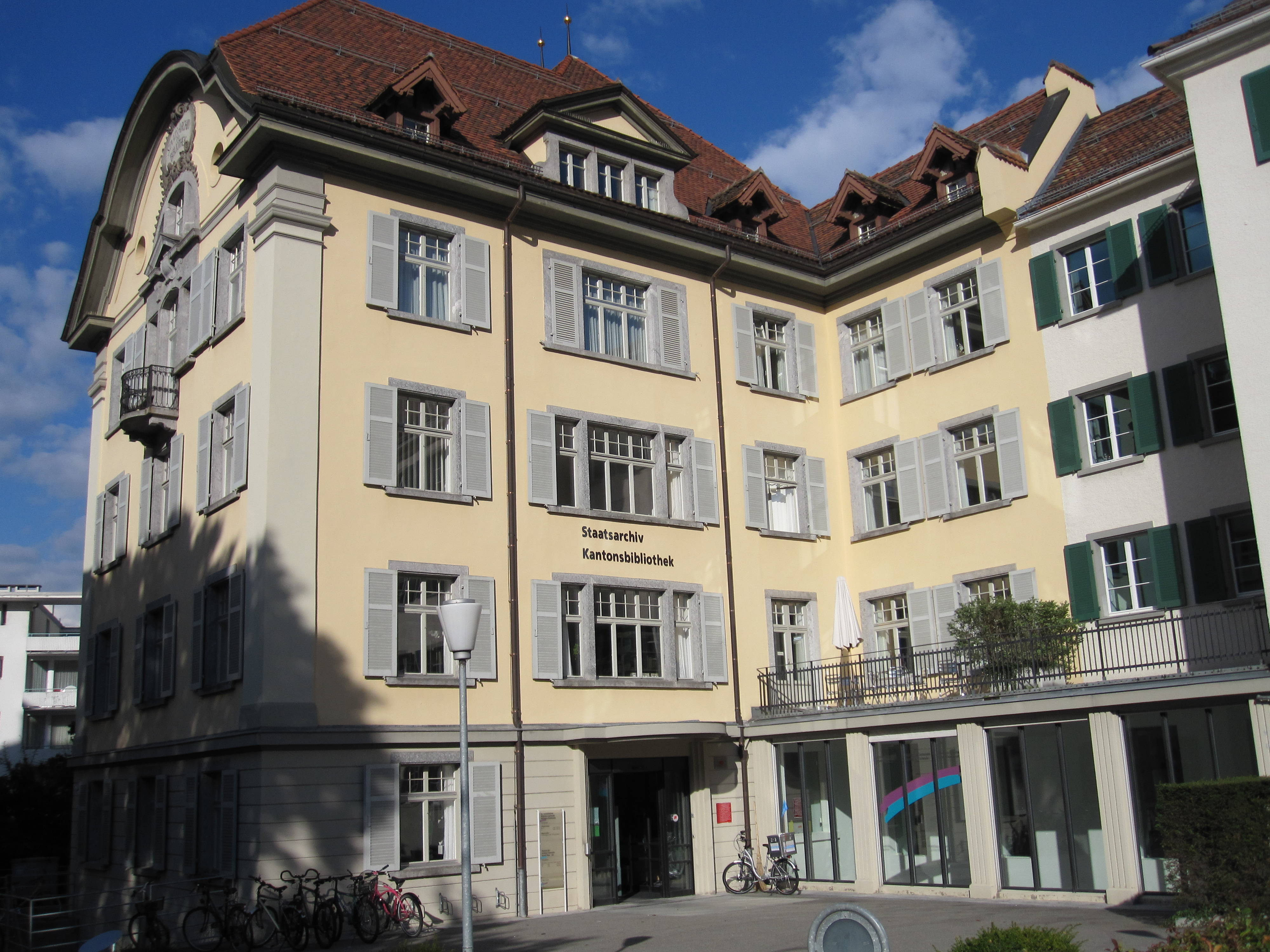
Die Kantonsbibliothek Graubünden in Chur

Die Kantonsbibliothek Graubünden (KBG) ist eine Studien- und Bildungsbibliothek in der Bündner Kantonshauptstadt Chur. Sie verpflichtet sich zur Unterstützung von Bildung, Wissenschaft und Kultur und vermittelt entsprechende Medien in den drei Kantonssprachen deutsch, rätoromanisch und italienisch. Neben einem breiten Angebot an Sachthemen bietet die Kantonsbibliothek auch Klassiker in den Bereichen Literatur, Film und Musik an.
Sie fungiert zudem als Beratungsstelle für öffentlich zugängliche Bibliotheken im Kanton und fördert damit die Entwicklung und Koordinierung des bündnerischen Bibliothekswesens.

## Geschichte
Vor 1804 existierte in Chur eine Bibliotheca civitatis Curiensis, von deren Existenz wir vor allem aus dem 17. und 18. Jahrhundert wissen. Sie schien keine regionale Bedeutung gehabt zu haben, denn als 1756 die Stadt Chur die grosse Privatbibliothek des bündnerstämmischen Berner Pfarrers Elisaeus Malacrida als Schenkung entgegennehmen durfte, war von keiner städtischen Bibliothek mehr die Rede.
In der Blütezeit des 18. Jahrhunderts entstanden im Zuge der Aufklärung private Gelehrten- und Lesegesellschaften. Ein Bücherkatalog aus dem Jahr 1782 zeigt in diesem Zusammenhang wiederum Aktivitäten einer Stadtbibliothek in Chur. Erst die Gründung der Bündner Kantonsschule im Jahr 1804 brachte auch eine Bibliotheksgründung mit sich. Die Erwerbung der Bücher wurde durch einen Beitrag, eine Art Buchgeld, gesichert, das die Schüler zu entrichten hatten; dieser Beitrag belief sich 1804 auf einen halben Louis d’or. Ausserdem bemühte sich die evangelisch ausgerichtete Kantonsschule auch um Schenkungen aus grossen Privatbibliotheken.
Im Jahr 1816 wies der Kantonsschullehrer und über die Grenzen hinaus bekannte Philologe Johann Caspar von Orelli darauf hin, in der Bibliothek neben historischen, philologischen, theologischen und literarischen Werken auch Karten und Publikationen zu sammeln, die in einem Bezug zu Graubünden stehen. Im Jahre 1848 wurde sogar im Erziehungsrat angeregt, eine Pflichtexemplarsabgabe an die Bibliothek gesetzlich einzuführen; dies blieb jedoch ein Desiderat.
In den 60er Jahren des 19. Jahrhunderts konnte die Bibliothek eine stattliche Anzahl an romanischsprachigen Büchern erwerben und kam so den heutigen Anforderungen an eine Kantonsbibliothek für Graubünden einen beachtlichen Schritt näher. Aus dem Schuljahr 1865/66 stammt auch das erste Mal die Bezeichnung «Kantonsbibliothek» für die alte Kantonsschulbibliothek. Die offizielle Umwandlung in eine klassische Kantonsbibliothek erfolgte 1883. Auf Weisung des Kleinen Rates (= damaliges Landesparlament) hatte der Erziehungsrates des Kantons Graubünden am 13. Mai 1882 die Bibliothekskommission beauftragt, «ein Regulativ über die Benutzung der Kantonsschulbibliothek und des Naturalienkabinetts der Kantonsschule auszuarbeiten». Dieser Entwurf wurde bereinigt und vom Kleinen Rat 1883 in der «Verordnung über die bündnerische Kantonsbibliothek» genehmigt.
Die Bibliothek gewann nach ihrer Loslösung von der Kantonsschule durch zahlreiche grössere und kleinere Schenkungen an Bedeutung. Doch bald empfand man gewisse Schenkungen als Last und auch der Bibliothek unwürdig. Im Jahre 1919 kam es zur Ausscheidung sogenannter Trivialliteratur, was zur Gründung einer Volksbibliothek führte. Diese Churer Volksbibliothek fristete bis 1973 ihr Dasein neben der Niederlassung der Schweizerischen Volksbibliothek, die 1922 gegründet worden war. Seit 1905 befindet sich die Kantonsbibliothek im Archiv- und Bibliotheksgebäude am Karlihof, das nach einer intensiven Renovierung im Jahre 1992 in attraktiver Architektur und Gestaltung dem Publikum wieder freigegeben worden ist.

## Bestand
Sie besitzt zum heutigen Zeitpunkt rund 430'000 Informationsträger, darunter 1'000 abonnierte Zeitschriften und Zeitungen, 3'200 Tondokumente, 1'400 audiovisuelle Medien und 11'500 Bilddokumente wie Stiche, Fotografien, Landkarten und Plakate. Jährlich wächst der Bestand um ungefähr 9'000 Einheiten.

### Raetica
Als Dienststelle des Kantons Graubünden ist der Auftrag der Kantonsbibliothek in der Verordnung über die Kantonsbibliothek Graubünden festgehalten. Sie ist dazu verpflichtet, Schriften über den Kanton Graubünden und von Bündner Autoren sowie sämtliche im Kanton erscheinenden Publikationen zu sammeln. Ferner sammelt sie die in Graubünden erscheinenden amtlichen Veröffentlichungen von Behörden, Dienststellen und Einrichtungen des Kantons als auch von Gemeinden, Gemeindeverbänden und sonstigen der Aufsicht des Kantons unterstehenden Körperschaften, Anstalten und Stiftungen des öffentlichen Rechts.
Diese Raetica-Sammlung umfasst neben Druckschriften auch eine vielseitige Anzahl an Informationsträgern wie audiovisuelle Medien, Plakate, Grafik oder Bildreproduktionen. Die Sammlung der Kantonsbibliothek ergänzt die Sammlung des Staatsarchivs Graubünden, das im selben Gebäude untergebracht ist.

### Altbestand
Der Altbestand umfasst rund 120'000 Titel. Aufgrund eines gesetzlichen Beschlusses von 1951 darf die Bibliothek keine Handschriften sammeln, diese finden sich aber im Staatsarchiv Graubünden wieder. Der Altbestand zeichnet sich durch einige Besonderheiten aus, die von überregionaler Bedeutung sind. So finden sich eine Reihe von italienischsprachigen, antiklerikalen Autoren aus der Reformation. Neben der Vaticana dürfte die Kantonsbibliothek Graubünden eine der wenigen Bibliotheken sein, welche eine solche Sammlung aus dieser Zeit aufweisen kann.

## Benutzung
Die Kantonsbibliothek ist eine öffentlich zugängliche wissenschaftliche Bibliothek und steht allen Personen zur Verfügung. Die Ausleihe von Medien in der Bibliothek ist nur mit einem Bibliotheksausweis möglich. Neue Benutzer können von der Online-Einschreibung auf der offiziellen Webseite der Bibliothek Gebrauch machen. Dokumente, die älter als 100 Jahre sind, unersetzbare Medien sowie die Nachschlagewerke im Freihandbereich können nicht ausgeliehen werden, doch die Konsultation ist in der Bibliothek möglich. Alle übrigen Bestände können ausgeliehen werden.

## Katalog
Der Onlinekatalog des Bibliotheksverbundes Graubünden verzeichnet alle Medien, die sich seit 1983 in der Kantonsbibliothek befinden, aber auch ältere Bestände, die häufig von den Benutzern verlangt werden. Neben Büchern und rund 1'000 Zeitschriften sind im Katalog auch Ton- und Bildträger wie CDs, DVDs, Videos, CD-ROMs, Landkarten und Plakate registriert. Der Onlinekatalog ist ein Verbundkatalog von über 20 Bibliotheken und verzeichnet über 620'000 Dokumente.

## Systematik und systematische Online-Recherche
Die Kantonsbibliothek ist derzeit die einzige Bibliothek der Schweiz, welche eine systematische Online-Suche anbietet. Der Einstieg der systematischen Suche erfolgt über den Onlinekatalog der Kantonsbibliothek Graubünden und bildet derzeit alle Medien ab, die entweder ab 2007 erworben wurden oder in der Freihandabteilung aufgestellt sind. Als Systematik findet die Basisklassifikation Anwendung. Sie dient einerseits der Online-Suche, andererseits bilden ihre Notationen einen Teil der Signatur in der Freihandaufstellung.
Die Kantonsbibliothek Graubünden übernahm die Version der Basisklassifikation, die im GBV (s. Gemeinsamer Bibliotheksverbund) in Gebrauch ist. Änderungen wurden hauptsächlich in Form von Ergänzungen der Notation vollzogen. Nur die Hauptklassen 54 und 86 wurden gänzlich verändert bzw. aktualisiert und verschlankt. Die 54 «IT» wurde den Ansprüchen der Kundschaft angepasst.
Da die Hauptklasse 86 ein deutsches Verständnis der Rechtssystematik abbildet, wurde sie aufgelöst und durch eine neu geschaffene Hauptklasse 87 ersetzt, welche das schweizerische Verständnis wiedergibt. Weitere Ergänzungen wurden in der 15 «Geschichte» angebracht. Die 15 bildete ebenfalls deutsche Verhältnisse ab. Mit einer Ergänzung konnten die schweizerischen und bündnerischen Bedürfnisse leicht eingefügt werden. All diese Ergänzungen haben eine dreigliedrige Notation zur Folge - die Basisklassifikation ist ursprünglich streng zweigliedrig. So wurde die Klasse 15.60 «Schweiz, Österreich-Ungarn, Österreich» durch 15.60.10 «Schweizerische Geschichte: Allgemeines» über 15.60.20 «Bündnerische Geschichte: Allgemeines» bis hin zu 15.60.27 «Bündner Ortsgeschichte» ergänzt. Dieses Vorgehen wurde auch in anderen Hauptklassen angewendet und hat sich in der Praxis hervorragend bewährt.